# 22857 Гайд
22857 Гайд (22857 Hyde) — астероїд головного поясу, відкритий 9 вересня 1999 року.
Тіссеранів параметр щодо Юпітера — 3,608.